# Gumercindo Gómez
Gumercindo Gómez (ur. 21 stycznia 1907, zm. 31 stycznia 1980) – boliwijski piłkarz grający na pozycji napastnika.
Podczas kariery piłkarskiej reprezentował barwy klubu o nazwie Oruro Royal. Wraz z reprezentacją Boliwii uczestniczył w mistrzostwach świata 1930. Wystąpił na nich w przegranym 0:4 meczu z Jugosławią.